# Río Dulce (vattendrag i Guatemala)
Río Dulce är ett vattendrag i Guatemala.   Det ligger i departementet Departamento de Izabal, i den östra delen av landet, 230 km nordost om huvudstaden Guatemala City.